# جوستين ويليس
جوستين ويليس (بالإنجليزية: Justin Willis)‏ (15 أبريل 1988 في الولايات المتحدة - ) هو لاعب كرة قدم أمريكي في مركز الدفاع. لعب مع نادي شمال كارولاينا وNorth Carolina FC U23 ‏.

## وصلات خارجية
- جوستين ويليس على موقع قاعدة بيانات كرة القدم.إي يو (الإنجليزية)